# Коле Пердонеско (Л'Аквила)
Коле Пердонеско (итал. Colle Perdonesco) је насеље у Италији у округу Л'Аквила, региону Абруцо.
Према процени из 2011. у насељу је живело 20 становника. Насеље се налази на надморској висини од 804 м.